# Alphonse Hippolyte Joseph Leveau
Pour les articles homonymes, voir Leveau.
Alphonse Hippolyte Joseph Leveau est un peintre français né à Saint-Quentin le 7 août 1815 et mort à Milan le 19 février 1871.
Portraitiste et peintre d’histoire, Leveau avait été élève de Léon Cogniet.

## Biographie

### Famille et vie personnelle
Fils de Philippe Gérard Leveau (Paroisse Sainte Madeleine de la Ville l’évêque, rue de Clichy, 3 avril 1791 - Belleville, « près Paris », 30 juin 1817 et d'Adélaïde Charlotte Françoise Piot (Saint-Quentin, v. 1796 - Paris, 24 décembre 1849, Alphonse Hippolyte Joseph Leveau, grâce à quelques bons héritages, s'oriente rapidement vers la peinture.
Le 5 décembre 1842, il épouse, à Paris, Marie Margerin du Metz (née à Loos le 18 mai 1824 - Paris, 8e arrondissement, 22 janvier 1906), sœur de Pierre Alexandre Margerin du Metz (Paris, 23 juin 1820 ; Hazebrouck, 23 septembre 1897), riche propriétaire terrien. Un acte de notoriété après le décès du grand-père, Alexandre Louis Quentin Margerin du Metz est l'occasion, en 1851, d'une rectification des patronymes familiaux jusqu'ici mal usités. On apprend ainsi, par un rajout en marge, « que le nom de du Metz ajouté à celui de ses enfants, n’est pas un nom patronimique [sic] et qu’il n’a été donné à Monsieur Margerin père depuis [de] longues années, aussi qu’à ses enfants que pour les distinguer des autres membres de la famille ; ce nom provenant d’une petite propriété lui appartenant, nommé le Metz en deux mots. [...] Et savoir aussi à leur égard que les noms et prénoms de Monsieur Leveau sont et doivent être inscrits comme suit : Alphonse Hyppolite Joseph Leveau. [...] Qui est encore à tort et par erreur [rajout en marge : si on n’a donné à M. Leveau que les seuls prénoms de Alphonse Hyppolite au lieu de ceux-ci : Alphonse Hyppolite [sic] Joseph], dans tous les actes, titres, pièces et notations... »
En 1850, Leveau peint sa belle-sœur, Mathilde, dont le fils, Ernest François Margerin du Metz (1846-1940), ingénieur agronome, s’unira à Jenny Charlotte Augustine Lecaisne, descendante par sa mère d'Honoré Fabien Foy, frère du célèbre général.
Leveau expose aux Salons de 1839 à 1869 et reçoit la mention honorable en 1861 et 1863.
C'est à Milan qu'il meurt prématurément, alors qu'il y avait rejoint, avec sa famille, son gendre, tout juste nommé Consul Général de France :

« No 2162 - L’an mil huit cent soixante douze, le 11 juin, a été retranscrit l’acte suivant. Extrait du registre des actes de l’état civil du Consulat de France à Milan, du vingt février 1871, à midi, acte de décès de Leveau, Alphonse Hippolyte Joseph, artiste peintre, décédé à Milan, le 19 février courant, à une heure et demie de l’après-midi, domicilié en France, rue des petites écuries 46 ; demeurant momentanément à Milan, via San Damiano, 14, né à Saint Quentin le 8 août mil huit cent quinze, fils de feu Gérard Félix Leveau et feue Marie Adélaïde Piot, légitimes époux ; marié à Marie Margerin du Metz, domiciliée à Paris, rue des Petites Ecuries, 46 ; sur la déclaration à nous faite par M. Edouard Bouillat, consul de France à Milan, âgé de quarante deux ans, gendre du défunt, et par M. Théodore Algier, professeur, âgé de cinquante six ans, ami du défunt, et ont signé après lecture ; signé : E. Bouillat et Th. Algier, constaté par nous, chancelier au Consulat de France à Milan, remplissant par délégation les fonctions d’officier de l’état civil, signé Louis Ducessois – pour copie – le chancelier L. Ducessois suivant les législations du consulat et du ministère des affaires étrangères, / Le maire officier de l’état civil »

Toute la famille résidait alors Via San Damiano. Madame Leveau fit faire les déclarations officielles au Consulat de France et donna procuration à son ami, l’ancien préfet Balland, pour gérer ses affaires à Paris, et, notamment, faire faire le début de l’inventaire de l'appartement, en juin. Elle partit se reposer à Aix-les-Bains et ne revint qu’en novembre, pour la poursuite et la clôture de l’inventaire. Elle se rapprocha ensuite de sa fille aînée, qui habitait derrière le palais de l’Élysée, rue d’Aumale, en louant un appartement rue de Penthièvre où elle mourut en 1906.

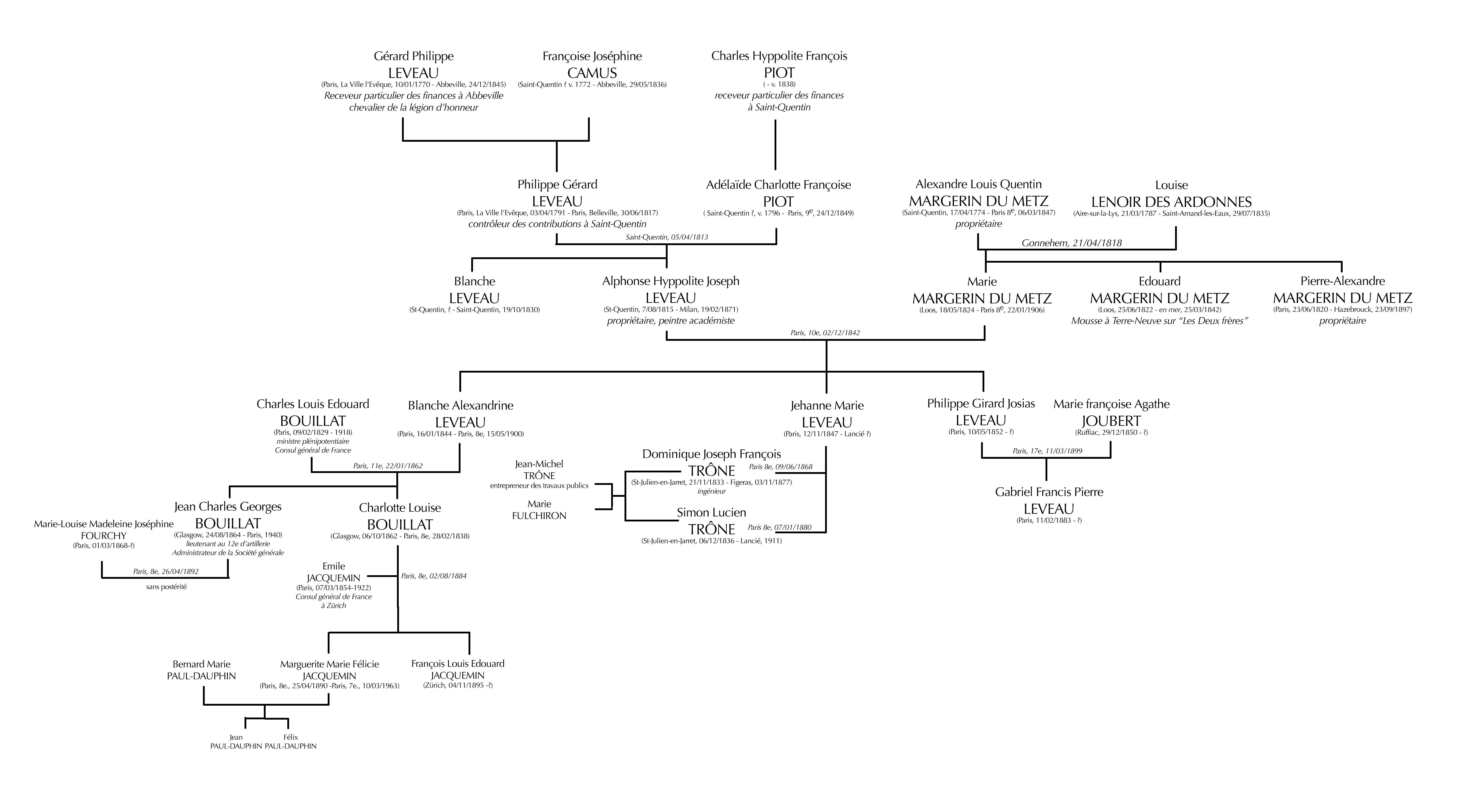
Arbre des Leveau - par S. Perreau

### Une descendance ministérielle et Consulaire
Le couple Margerin du Metz Leveau eurent trois enfants, deux filles et un fils dont les premières firent des mariages socialement avantageux.
- Blanche Alexandrine (Paris, 16 janvier 1844 – Paris, 8e arr., 15 mai 1900[n 7] s'était mariée à Paris, 11e arr., le 22 janvier 1862 avec Charles Louis Edouard Bouillat (Paris, 9 février 1829-1918), ministre plénipotentiaire, consul de France à Glasgow, Anvers, Milan, officier de la Légion d’honneur. Il demeurait, à son mariage, 15 rue du Helder avec ses parents, Adolphe Charles Louis Bouillat[n 8] (Paris, 23 décembre 1800 – Château de Soucy, Fontenay-les-Briis, 30 août 1882), avocat à la cour et Charlotte Louise Marguerite Malvina d’Est (1810 – Paris, 8e arr., 24 décembre 1888), propriétaires. Les parents de Blanche Alexandrine sont présents et son père n’est pas qualifié de peintre. Sont témoins : François Pierre André Théophile Balland (Saint-Etienne-de-Montluc, 27 janvier 1803 – Roujan, 15 septembre 1876, ancien Préfet de l’Hérault (10 décembre 1848 - 6 décembre 1851), chevalier de la légion d’honneur (19 février 1840), commandeur de l’ordre d’Isabelle-la-Catholique, âgé de 58 ans et demeurant au 2 rue de Grétry[n 9],[1] Armand Louis Pierre Bouillat (1807 – Paris, 8 mai 1881), 54 ans, propriétaire au 6 boulevard de Strasbourg, oncle de l’époux[n 10] ; Pierre Louis Josias Le Serurier (Saint-Quentin, 1er octobre 1797 – Paris, 2e arrondissement, 21 novembre 1883, 64 ans, chef de bureau au ministère des finances, chevalier de la légion d’honneur, cousin de l’épouse demeurant au no 1 rue de la Paix[n 11] ; Pierre Alexandre Margerin du Metz, 41 ans, propriétaire à Hazebrouck, oncle de l’épouse[n 12]. Blanche Alexandrine et son époux auront deux enfants :
  - Charlotte Louise (quartier Anderston, Glasgow, 6 octobre 1862 – Paris, 28 février 1938[n 13]), mariée à Paris (8e arr.), le 2 août 1884[n 14] à Emile Jacquemin (Paris, 7 mars 1854-1922), secrétaire d’ambassade, attaché au ministère des affaires étrangères de 1884 à 1890), consul général de France à Zurich[n 15], chevalier de la légion d’honneur[n 16], fils d’Alphonse François Jacquemin (°v. 1816), propriétaire au 65 rue d’Anjou (8e arr.)[n 17] et de Marie Félicie Faguet (°v. 1825). D'où
    - Marguerite Marie Félicie Jacquemin (Paris, 8e arr., 25 avril 1890 – Paris, 7e arr., 10 mars 1963), unie le 21 février 1914 à Paris (16e arr.) avec Bernard Marie Paul-Dauphin.
    - François Louis Edouard (Zurich, 4 novembre 1895-1940).

  - Jean Charles Georges (quartier Anderston, Glasgow, 24 août 1864-1940), polytechnicien[n 18], lieutenant au 12e régiment d’artillerie, l’un des futurs administrateurs de la Société générale à partir de 1903, chargé des affaires industrielles[2], habitant à Vincennes, unit le 26 avril 1892 à Paris, 8e arr.[n 19], avec Marie-Louise Madeleine Joséphine Fourchy (Paris, 1er mars 1868)[n 20], fille d’Henry Fourchy (mort avant 1892) et Zoé Marie Céline Giroux (°v.1841). Sont témoins : Jean-Baptiste Jules Vanier[n 21], 62 ans, rentier au 107 rue du Faubourg Saint-Honoré, Simon Lucien Trône (ci-dessous), Gustave-Hippolyte Rouland[n 22], trésorier payeur général, sénateur de la Seine-Inférieure (résidant à Evreux), Charles Gustave Roussigné (né le 22 avril 1835 à Paris), ancien magistrat, chevalier de la Légion d’honneur, demeurant 8 rue Bayard, respectivement oncle et cousin de l’épouse. On retrouve le couple Bouillat-Fourchy à Paris, en 1911, Boulevard de Courcelles. Le journal Le Gaulois[3] se fait l’écho de la célébration en l’église de La Madeleine :

« Le mariage de M. Georges-Charles Bouillat, lieutenant au 12e régiment d'artillerie à Vincennes, fils de M. Edouard Bouillat, ministre plénipotentiaire en retraite, avec Mlle Marie-Louise Fourchy, fille de feu M. Fourchy, ancien avocat général, a été célèbre aussi à la Madeleine, au milieu d'une nombreuse assistance, dans laquelle on remarquait le colonel Trône, du 18e d'artillerie, oncle du marié, et presque tous les officiers des 12e et 18e régiments d'artillerie. M. l'abbé Brunet, vicaire à la Madeleine, ami de M. Bouillat, a donné la bénédiction nuptiale aux nouveaux époux. Les témoins de M. Bouillat étaient le colonel Rebilt du 12e d'artillerie, et Jules Vanier, ceux de Mlle Fourchy étaient MM. Gustave Rosland, trésorier-payeur général, et Gustave Roussigné, ancien magistrat. À l'issue de la cérémonie religieuse, un lunch a été servi chez Mme Bouillat [née Fourchy, la mère], rue Pasquier »

- Jehanne Marie Leveau (Paris, 12 novembre 1847 - Lancié, ?) qui épouse, le 7 janvier 1880, à Paris, 8e arrondissement, Simon Lucien Trône (Saint-Julien-en-Jarret, 6 décembre 1836- Lancié, 1911), Polytechnicien en 1855[n 23], sous-lieutenant élève (1857), chef d’escadron d’artillerie en garnison à Briançon (1880), lieutenant-colonel au 15e régiment d'artillerie (25 février 1887)[4], chevalier de la Légion d’Honneur, fils de feu Jean-Michel Trône, entrepreneur de travaux publics et Jeanne Marie Fulchiron. Jehanne Marie Leveau habitait alors 15 avenue de Messine et était déjà veuve de l’ingénieur Dominique Joseph François Trône (Saint-Julien-en-Jarret, 21 novembre 1833 – Figueras, 3 novembre 1877)[n 24], frère de Simon Lucien et également polytechnicien[n 25]. Les témoins sont Evariste Alphonse Honoré Chancel, industriel de 59 ans demeurant 40 rue de Berlin, Charles Henri Collet, ingénieur de 46 ans, demeurant 4bis rue d’Astorg, Philippe Girard Josias Leveau ci-dessous, le frère de la mariée, 26 ans, sans profession et demeurant avec sa mère, et Louis Edouard Bouillat, Consul Général de France à Anvers, officier de la Légion d’honneur, 50 ans, demeurant 9 rue d’Aguesseau (8e arr.). Trône sera témoin, en 1892, du mariage de son neveu, Georges Bouillat. Il habitait alors Saint-Mandé.
- Philippe Girard Josias Leveau (né à Paris, 3e arrondissement, le 10 mai 1852), « rentier » demeurant au 22 rue d’Armaillé (17e arr.), qui épouse le 11 mars 1899, à Paris, 17e arrondissement, Marie Françoise Agathe Joubert (née le 29 décembre 1850 à Ruffiac), fille de feus Joseph Joubert et de Marie Noël. La veuve de Leveau, Mme Margerin du Metz, également rentière, habite désormais 7 rue de Penthièvre. Le couple en profite pour reconnaître un enfant, Gabriel Francis Pierre Leveau, né le 11 février 1883 à Paris. Les témoins sont : Louis Duval, 58 ans, tapissier au 22 rue Saint-Ferdinand, Ferdinand Depresle (La Charité-sur-Loire, 19 août 1866)[n 26], artiste peintre de 33 ans demeurant au même endroit, Jacques Jumeau-Lafond, limonadier de 39 ans, demeurant au 26 avenue des Ternes, et Louis Gibert, 44 ans, rentier à Neuilly-sur-Seine.

## Œuvres

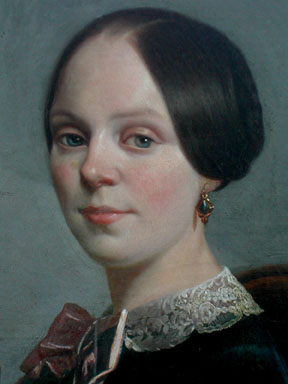
Portrait de Mathilde Marie Margerin du Metz (détail) - 1850.

- Baignade sous bois (1851), vendue à Paris le 11 juin 1942
- Portrait de Jean-Paul Bousquet (1851, Sète, musée Paul-Valéry)
- Portrait de Mathilde Marie Margerin du Metz, 1850 (collection particulière), belle-sœur de l'artiste
- Portrait de Denys Affre, archevêque de Paris, 1852 culture.gouv.fr.
- Saint Pierre et saint Paul aux pieds du Christ glorieux, Dieu le Père (1860, basilique de Saint-Quentin)
- Sainte Aeliana, martyre (musée des beaux-arts de Tourcoing)
- La mort de Cordelia (Saint-Quentin, musée Lécuyer)